# Hypercompe bari
Hypercompe bari là một loài bướm đêm thuộc phân họ Arctiinae, họ Erebidae.